# Киевский синопсис
Ки́евский сино́псис («Синопсисъ, или Краткоє собраниє от различных летописцев о начале славяно-російскаго народа и первоначальных князьях богоспасаемаго града Кієва») — компилятивный обзор истории Юго-Западной Руси, составленный во второй половине XVII века и изданный впервые в 1674 году в типографии Киево-Печерского монастыря, в последний раз в Киеве в 1861 году. Автором предположительно является архимандрит монастыря Иннокентий Гизель. В XVIII веке «Синопсис» был самым распространённым историческим сочинением в России. Традиционно считается одной из важных вех в формировании концепции общерусского единства Нового времени.

## Предыстория
Историк православной церкви Василий Беднов в своей диссертации утверждает, что ещё в 1632 году Виленское православное братство составило и напечатало на польском языке «Synopsis» с изложением истории русского народа от крещения Руси до 1632 года. Этот документ был составлен специально для конвокационного сейма 1632 года (созванного после смерти короля Сигизмунда III), с целью ознакомить сенаторов и сеймовых послов с правами и вольностями православных, которые были дарованы им первыми польско-литовскими государями, но с течением времени все сильнее ущемлялись польскими королями. Возможно, что именно эта книга и послужила основой для «Синопсиса» Гизеля.
Как полагают некоторые ученые, основная часть «Синопсиса» состояла из сокращения хроники игумена Михайловского монастыря Феодосия Сафоновича. Согласно другой точке зрения, основным источником автора «Синопсиса» были «Кгоnika Polska, Litewska, Żmudzka i wszystkiej Rusi» Матвея Стрыйковского и Густынская летопись (автор широко использовал список Густынской летописи, известный под шифром Арх. VIII, или не дошедший до нас протограф Густынской летописи).

## Содержание
В «Синопсисе» говорится о единстве Великой и Малой Руси, о единой государственной традиции в Древнерусском государстве, об общей династии Рюриковичей и о едином русском, «православнороссийском», народе. По «Синопсису», народ «русский», «российский», «славено-российский» един, как и российское государство в целом. Киев описан как «преславный верховный и всего народа российского главный град». После веков унижения и отделения «княжения Киевского» от «России» наконец «милость Господня» свершилась, и «богоспасаемый, преславный и первоначальный всея России царственный град Киев, по многих переменах своих», вновь вернулся в состав Державной Руси, под руку общерусского царя Алексея Михайловича, как «искони вечная скипетроносных прародителей отчина», органическая часть «российского народа».
В то же время, будучи мало знакомым с русскими летописями и основываясь на трудах польских историков, составитель «Синопсиса» пытался описать в том числе древнейшие времена русского народа, о которых ничего не знает «Повесть временных лет». Повторяя популярные в раннем Новом времени этногенетические легенды, «Синопсис» указывает прародителем московских народов библейского Мосоха, шестого сына Афета, внука Ноя. Как южнорусское произведение «Синопсис» сосредотачивал своё повествование на истории Киева, передавая из событий после монгольского нашествия только о таких, которые имели непосредственное отношение к Киеву: о судьбе киевской митрополии, о присоединении Киева к Литве и так далее. В первом издании «Синопсис» заканчивался присоединением Киева к Москве, а в следующих двух изданиях было добавлено о чигиринских походах.

## Распространение
«Синопсис» пользовался большим распространением как в Малороссии, так и во всей России в течение всего XVIII века и выдержал 25 изданий, из которых последние три — в XIX веке.
На протяжении длительного времени «Синопсис» считался первым учебником по русской истории. Однако последние изыскания историка В. В. Ткаченко показали, что это общепринятое определение стало результатом ошибки, возникшей вследствие неправильного перевода Д. И. Языковым высказывания академика А. Л. Шлёцера, подхваченного митрополитом Киевским и Галицким Евгением (Болховитиновым) и далее Н. И. Надеждиным. В действительности в учебных заведениях империи «Синопсис» как учебник не использовался.
Несмотря на многочисленность изданий, «Синопсис» долгое время переписывался от руки. Русский историк Василий Татищев прямо указывал на «Синопсис» как на один из источников своих взглядов, а элементы его схемы, которые относятся к единству Великой и Малой Руси, можно найти у всех авторов многотомных «Историй России»: Николая Карамзина, Сергея Соловьёва и Василия Ключевского. Поэтому с концепциями «Синопсиса» как совместного наследия великорусской и малорусской элит позже боролись украинские националисты, в особенности Михаил Грушевский.

## Рецепция
По мнению историка Алексея Миллера, автор «Синопсиса» преследовал цель дать московскому царю мотивацию для продолжения борьбы с Речью Посполитой за освобождение из-под власти католиков остальной части «единого православного народа» и облегчить элите Гетманщины интеграцию в русское правящее сословие.
Вместе с тем историк Михаил Дмитриев пишет, что «Синопсис» не может быть признан конструкцией ad hoc и сознательным сотворением некой востребованной временем политической идеологемы. Указывая на долгую традицию выступлений за единство Руси среди православных книжников, он считает «Синопсис» не начальной, а промежуточной и сравнительно поздней вехой в формировании концепции единого русского народа.
Как писал в своей работе историк Иван Лаппо,

Через каких-нибудь двадцать лет после Переяславской присяги Богдана Хмельницкого и козачества идея единства русского народа, идея органического единства Малороссии с Великой Россией, государственным союзом всего русского народа, нашла своё ясное и точное выражение в малороссийской литературе. Вышедший первым изданием в Киеве в 1674 году «Синопсис» на основе исторической идеи единой России закрепил соединение Малороссии с Державною Русью, совершенное в 1654 году.
— Происхождение украинской идеологии Новейшего времени
Историк и публицист Павел Милюков писал:

Дух «Синопсиса» царит и в нашей историографии XVIII века, определяет вкусы и интересы читателей, служит исходною точкой для большинства исследователей, вызывает протесты со стороны наиболее серьёзных из них — одним словом, служит как бы основным фоном, на котором совершается развитие исторической науки прошлого столетия.
— Милюков П. Н. Главные течения русской исторической мысли. СПб., 1913. С. 7.